# Pirata suwaneus
Pirata suwaneus là một loài nhện trong họ Lycosidae.
Loài này thuộc chi Pirata. Pirata suwaneus được Willis J. Gertsch miêu tả năm 1940.